# پسران بد (فیلم ۱۹۸۳)
پسران بد (به انگلیسی: Bad Boys) یک فیلم سینمایی درام جنایی آمریکایی بزرگسال محصول سال ۱۹۸۳ که در کانون اصلاح و تربیت ساخته شده است و در اولین بازی‌های سینمایی شان پن ، اسای مورالس و کلنسی براون ، آلن راک و الی شیدی می‌باشد. این فیلم به کارگردانی ریک رزنتال ساخته شده و موسیقی فیلم را بیل کانتی ساخته است. 

## بازیگران
- شان پن در نقش میک اوبراین
- اسای مورالس در نقش پاکو مورنو
- الی شیدی
- رنی سانتونی در نقش رامون هررا
- اریک گوری در نقش باری هوروویتز
- جیم مودی در نقش ژن دانیلز
- کلنسی براون در نقش "وایکینگ" لوفرن
- رابرت لی راش در نقش وارن "توییتی" جروم
- جان زندا به عنوان سرپرست واگنر
- آلن راک در نقش کارل برنان
- ریک رزنتال ( کامو ) به عنوان داور [۳] [۴][۵]